# Међународна класификација болести
МКБ (Међународна класификација болести и сродних здравствених проблема; енгл. ICD, International Classification of Diseases and Related Health Problems) је класификација која је код нас и у свету нашла широку примену. Постоји потреба за квалитетним показатељима с подручја морталитетне и морбидитетне статистике. Управо употреба четверознаковне шифре МКБ-10 је боља и прецизнија од дијагнозе на латинском или неком другом језику.

## Историја
Зачетак овог медицинског класификацијског система је у 1900. години, а данас је у употреби десета ревизија (МКБ-10) коју је 1992. године објавила Свјетска здравствена организација.

## Систем примјене

### Хијерархија
МКБ представља типичну хијерархијску класификацију. Све медицинске болести, стања и поступци у првом су нивоу класификације подијељени на 21 категорију, претежно према етиологији (нпр. заразне болести, злоћудне новотворине, озљеде и тровања) и анатомском систему (нпр. болести система за варење, болести урогениталних органа). У сљедећим нивоима подјеле главне се категорије даље хијерархијски дијеле све до дефинисања егзактних дијагноза.

### Опис шифре
Шифра МКБ-10 је алфанумеричка ознака која се састоји од четири поља, од којих је прво поље словно, преостала три поља су бројчана, а задње поље је од осталих одијељено тачком. Трознаковне категорије МКБ-10 шифрују све основне групе дијагноза болести, стања и поступака, а четворознаковне категорије шифрују задњи ниво подјела болести, стања и поступака. Бројчани дио шифре одговара систему серијског шифровања с унапријед заданим распоном бројева, што омогућује будућа проширења и промјене без корјените измјене шифрарника.

## МКБ-10-кључ
Прва три знака показују грубу ознаку дијагнозе:
| A00-B99: | Одређене инфективне и паразитске болести                                                       |
| C00-D48: | Новотворевине                                                                                  |
| D50-D89: | Болести крви и хематичних органа као и извјесне сметње са учешћем имунолошког система          |
| E00-E90: | Ендокрине болести, болести метаболизма и исхране                                               |
| F00-F99: | Психичке и сметње у понашању                                                                   |
| G00-G99: | Болести нервног система                                                                        |
| H00-H59: | Болести ока и очног апарата                                                                    |
| H60-H95: | Болести уха и мастоидног наставка сљепоочнице                                                  |
| I00-I99: | Болести кардиоваскуларног система                                                              |
| J00-J99: | Болести органа за дисање                                                                       |
| K00-K93: | Болести дигестивног тракта                                                                     |
| L00-L99: | Болести коже и хиподерма                                                                       |
| M00-M99: | Болести мишићно-скелетног система и везивног ткива                                             |
| N00-N99: | Болести урогениталног система                                                                  |
| O00-O99: | Трудноћа, порођај и бабине                                                                     |
| P00-P96: | Одређена стања, која поријекло воде из перинаталног периода                                    |
| Q00-Q99: | Урођене мане, деформитети и аномалије хромозома                                                |
| R00-R99: | Симптоми и абнормални клинички и лабораторијски налази, који немају другу класификациону групу |
| S00-T98: | Повриједе, тровања и одређене посљедице спољашњих фактора                                      |
| V01-Y98: | Спољашњи узроци морбидитета и морталитета                                                      |
| Z00-Z99: | Фактори, који утичу на здравствено стање и воде до потребе за обраћањем здравственој установи  |
| U00-U99: | Бројеви кључа за посебне сврхе                                                                 |